# Bablje ljeto (1970.)
Bablje ljeto, hrvatski dugometražni film iz 1970. godine.